# Papilio gigon
Papilio gigon là một loài bướm thuộc họ Papilionidae. Nó được tìm thấy ở Indonesia to Philippines.
Sải cánh dài 120–130 mm.

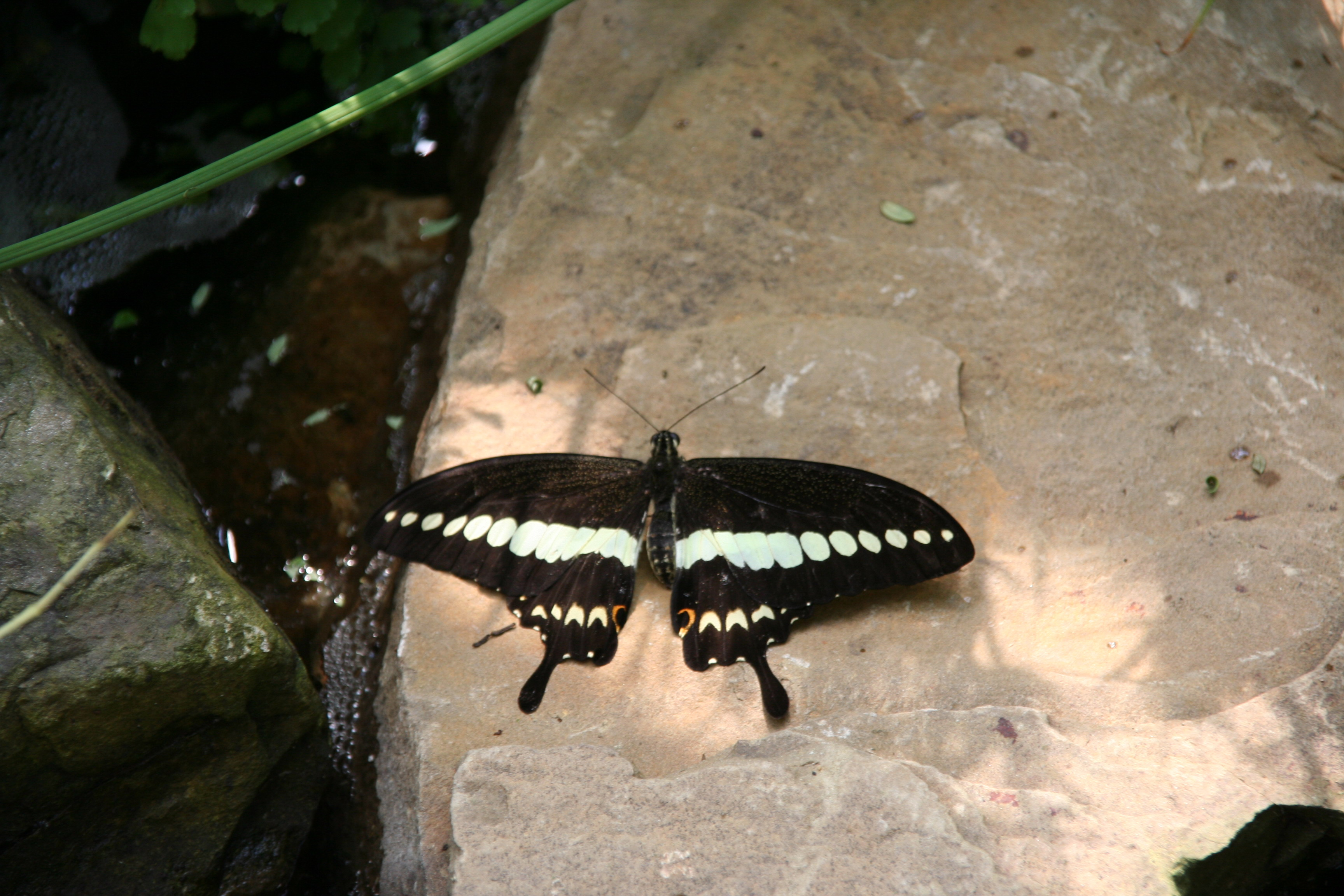

Ấu trùng ăn Citrus species and Euodia latifolia, Euodia roxburghiana and Glycosmis pentaphylla.

## Phụ loài
- Papilio gigon gigon (Sulawesi)
- Papilio gigon mangolinus Fruhstorfer, 1899 (Sula Islands)
- Papilio gigon neriotes Rothschild, 1908 (Talaud, Sangir)

## Hình ảnh

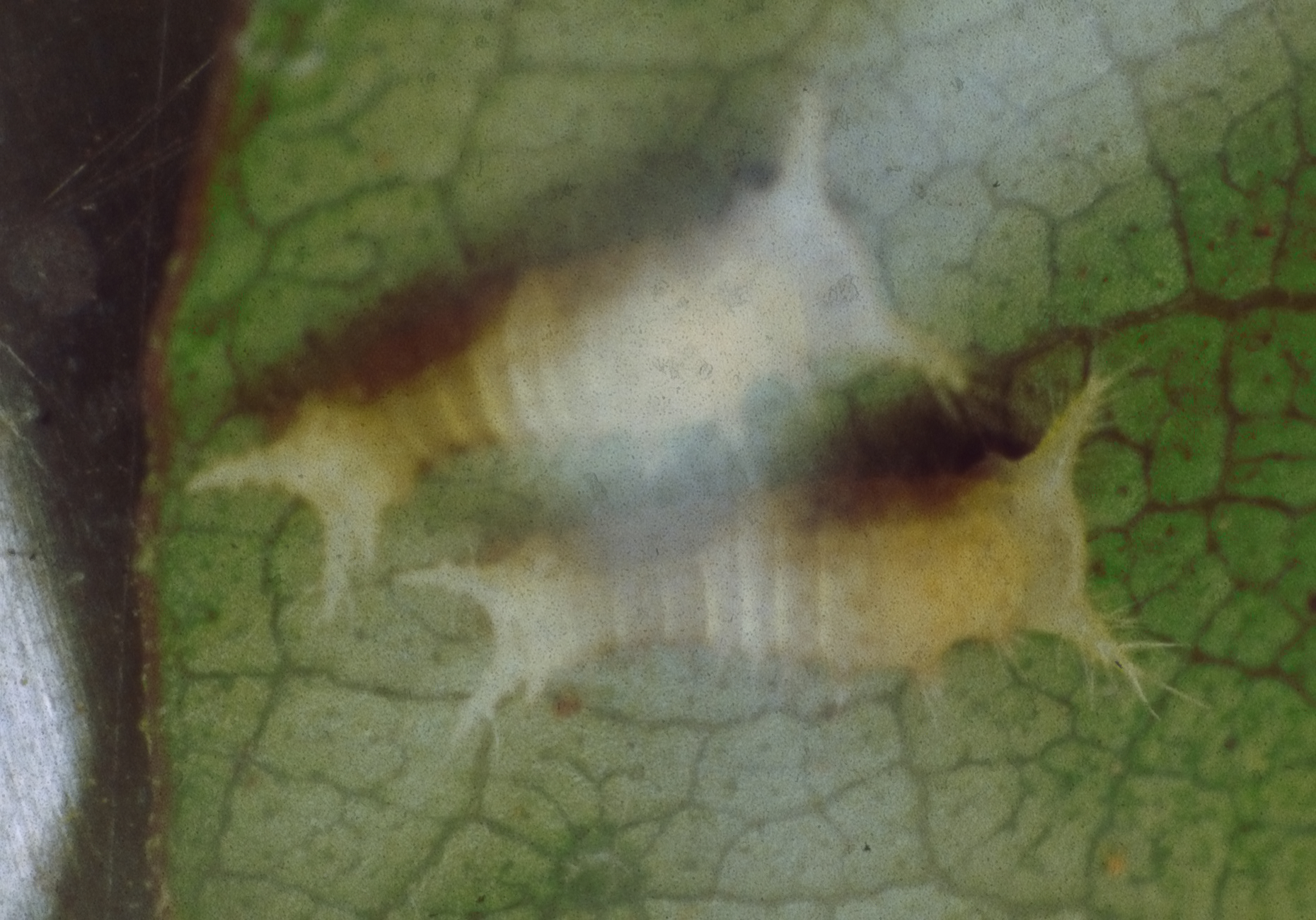
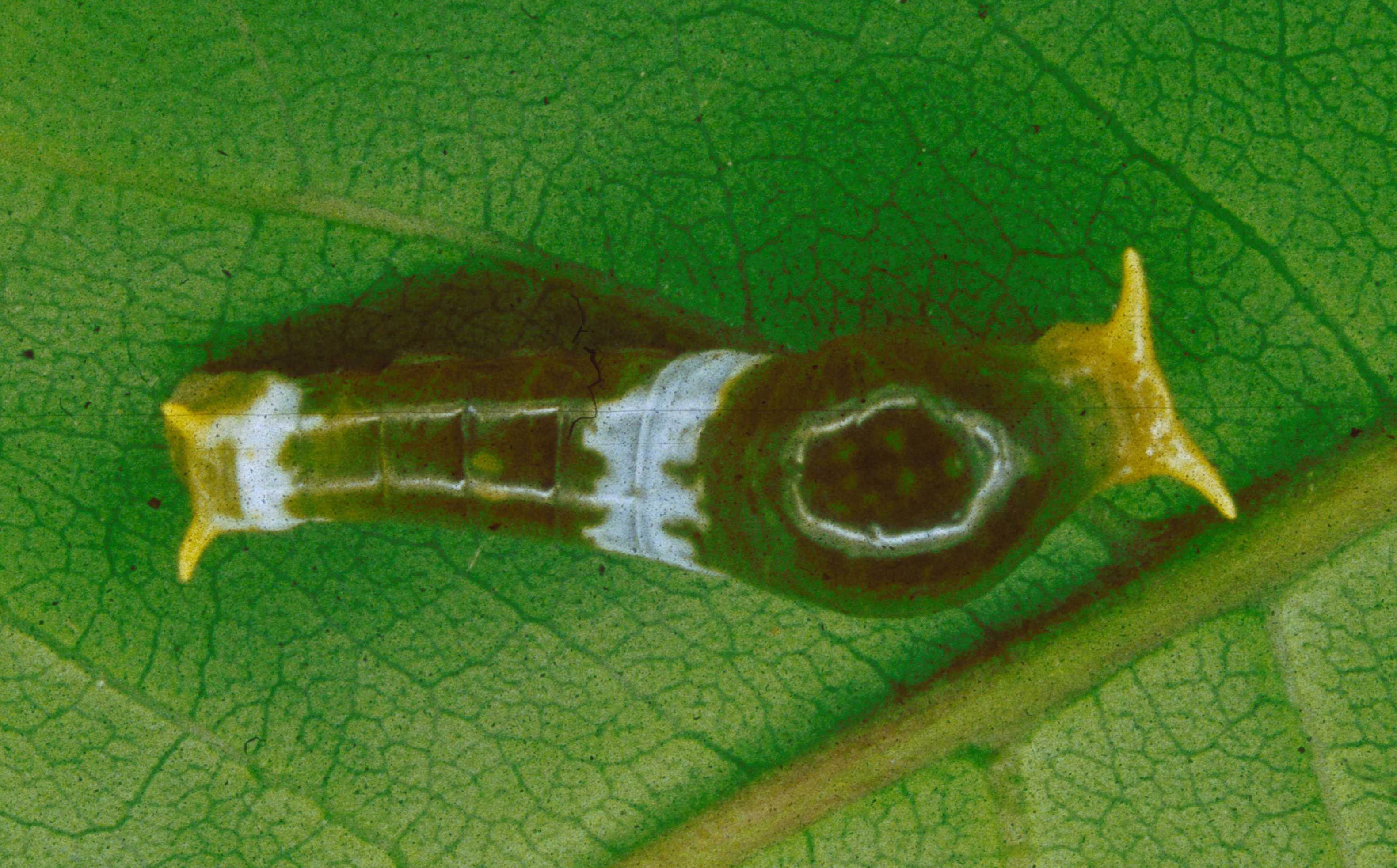
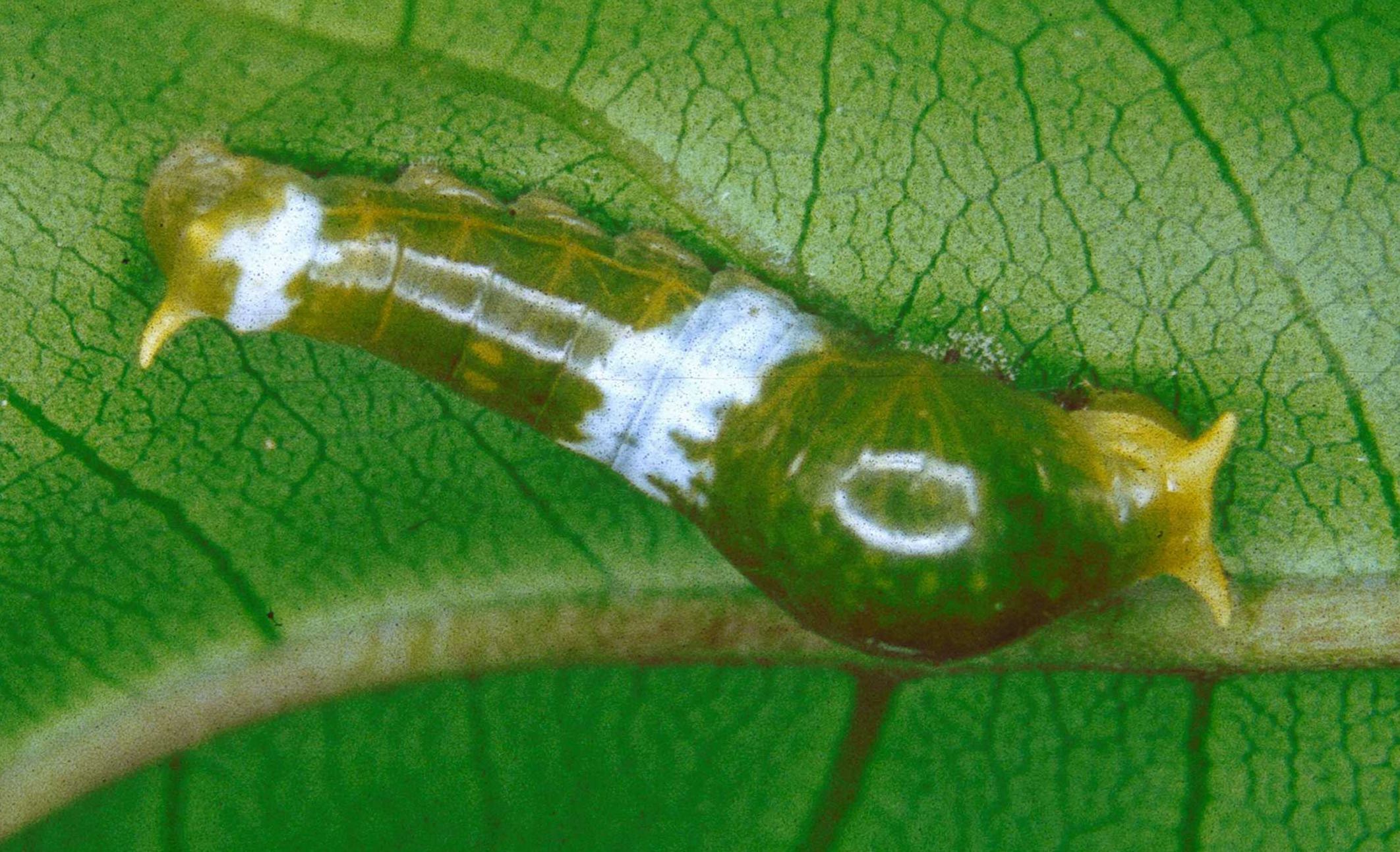
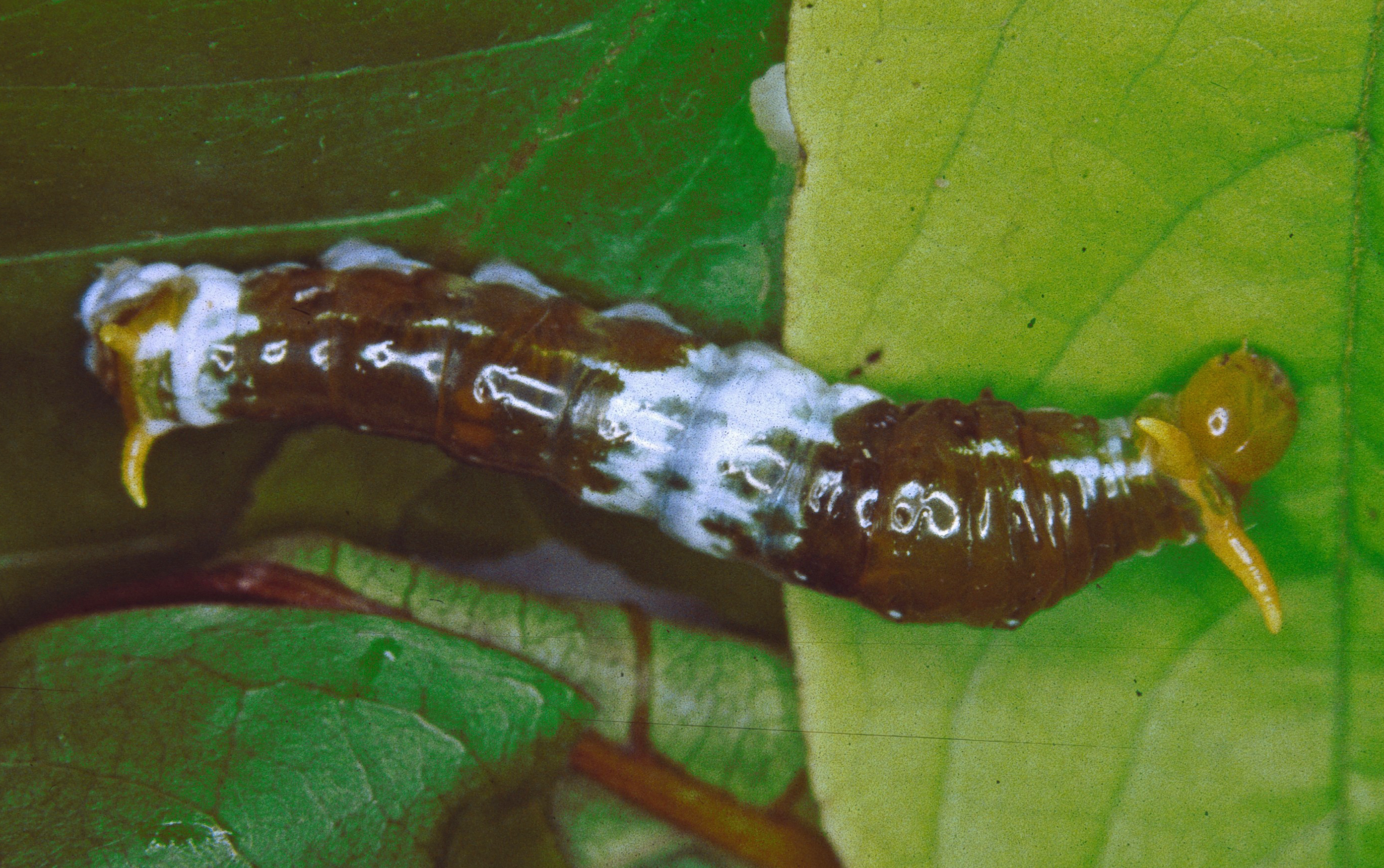